# Паркер, Джон Джонстон
Джон Джонстон Паркер (англ. John Johnston Parker; 20 ноября 1885, Монро, Северная Каролина — 17 марта 1958, Вашингтон) — американский юрист, судья; выпускник юридического факультета Университета Северной Каролины; кандидат от республиканцев в Палату представителей Конгресса (1910); окружной судья в Апелляционном суде Соединенных Штатов — кандидат на должность судьи Верховного суда США в 1930 году. Являлся заместителем американского судьи Фрэнсиса Биддла во время Нюрнбергского процесса (1945—1946), после чего состоял в Комиссии по международному праву ООН.

## Биография
Родился 20 ноября 1885 года в Монро, Северная Каролина, Джон был старшим из четырёх детей, рождённых в семье Фрэнсис Энн (Джонстон) и Джона Дэниела Паркера.
Паркер получил степень бакалавра искусств в 1907 году в Университете Северной Каролины в Чапел-Хилле. Он получил степень бакалавра права в 1908 году на юридическом факультете Университета Северной Каролины. После юридического обучения в Гринсборо, Северная Каролина, он занимался юридической практикой в Монро с 1909 по 1922 год, а затем в Шарлотте, Северная Каролина, до 1925 года.
С 1923 по 1924 год Паркер служил специальным помощником Генерального прокурора США.
Именем Паркера названа Мемориальная премия — высшая награда, присуждаемая Ассоциацией адвокатов Северной Каролины (NCBA) своим наиболее выдающимся членам.

## Работы
- The American Constitution and world order based on law, New York : Association of the Bar of the City of New York, 1953.